# Warren Miller (Politiker)

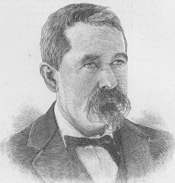
Warren Miller

Warren Miller (* 2. April 1847 in Apple Grove, Meigs County, Ohio; † 29. Dezember 1920 in Ripley, West Virginia) war ein US-amerikanischer Politiker. Zwischen 1895 und 1899 vertrat er den vierten Wahlbezirk des Bundesstaates West Virginia im US-Repräsentantenhaus.

## Werdegang
Um das Jahr 1850 kam Warren Miller als Kind in jenen Teil von Virginia, aus dem 1863 der Staat West Virginia entstehen sollte. Er besuchte die öffentlichen Schulen in Millwood im Jackson County. Später studierte er an der Ohio University in Athens. Danach war er für kurze Zeit als Lehrer tätig. Nach einem Jurastudium und seiner Zulassung als Rechtsanwalt begann er im Jahr 1871 in Ripley in seinem neuen Beruf zu arbeiten. Im selben Jahr wurde er auch zum Bürgermeister dieses Ortes gewählt. Zwischen 1878 und 1880 war Miller stellvertretender Bezirksstaatsanwalt im Jackson County; von 1881 bis 1890 war er in diesem Kreis dann eigentlicher Bezirksstaatsanwalt. 
Miller war Mitglied der Republikanischen Partei. Im Jahr 1884 war er Delegierter zur Republican National Convention in Chicago. In den Jahren 1890 und 1891 saß er im Abgeordnetenhaus von West Virginia. 1892 bewarb er sich erfolglos um eine Richterstelle am Obersten Gerichtshof seines Staates. 1894 wurde er im vierten Distrikt von West Virginia in das US-Repräsentantenhaus in Washington, D.C. gewählt, wo er am 4. März 1895 die Nachfolge des Demokraten James Capehart antrat. Nach einer Wiederwahl im Jahr 1896 konnte er bis zum 3. März 1899 zwei Legislaturperioden im Kongress absolvieren. 1898 verzichtete er auf eine erneute Kandidatur. In seine Zeit im Kongress fiel der Spanisch-Amerikanische Krieg. Damals kamen unter anderem die Philippinen und das Königreich Hawaiʻi unter amerikanische Verwaltung.
Nach dem Ende seiner Zeit im Kongress arbeitete Miller wieder als Anwalt. Außerdem wurde er in der Landwirtschaft tätig. Zwischen 1900 und 1903 war er Richter im fünften Gerichtsbezirk seines Staates und danach war er bis 1904 Richter am obersten Berufungsgericht in West Virginia. Zwischen 1914 und 1918 gehörte Miller dem Staatssenat an. Er starb am 29. Dezember 1920 in Ripley und wurde in Cottageville beigesetzt.